# Winkl (Dorfen)
Winkl ist ein Gemeindeteil der Stadt Dorfen im oberbayerischen Landkreis Erding.

## Lage
Die Einöde Winkl liegt 600 Meter westlich der Ausfahrt 15 (Dorfen) der Autobahn A 94.

## Bevölkerungsentwicklung
Um 1871 gab es in Winkl sieben Einwohner. Im Mai 1987 lebten dort zwei Einwohner in einem Wohngebäude.
| Jahr      | 1871 | 1925 | 1950 | 1970 | 1987 |
| Einwohner | 6    | 11   | 11   | 3    | 2    |